# Burg Herrentierbach
Die Burg Herrentierbach ist eine abgegangene Turmhügelburg (Motte) im Dorf Herrentierbach der Gemeinde Blaufelden im Landkreis Schwäbisch Hall in Baden-Württemberg.
Die Burg mit Ringgraben erbauten die Herren von Tierbach. Sie wurde erstmals 1141 erwähnt und stand auf dem westlichen Randhügel des nach Norden ziehenden Tierbachs, etwa 30 Meter über dem Gewässer. Das Dorf Herrentierbach ist nach den Burgherren benannt und wurde erstmals 1156 urkundlich erwähnt. Um 1400 zerstörten die Rothenburger die Burg. Von der ehemaligen Anlage ist nur noch ein doppelter Wallgraben erhalten.